# Romantic Warrior
 (août 2024).
Si vous disposez d'ouvrages ou d'articles de référence ou si vous connaissez des sites web de qualité traitant du thème abordé ici, merci de compléter l'article en donnant les références utiles à sa vérifiabilité et en les liant à la section « Notes et références ».
 (juin 2022).
La mise en forme du texte ne suit pas les recommandations de Wikipédia : il faut le « wikifier ».
Les points d'amélioration suivants sont les cas les plus fréquents :
- Les titres sont pré-formatés par le logiciel. Ils ne sont ni en capitales, ni en gras.
- Le texte ne doit pas être écrit en capitales (les noms de famille non plus), ni en gras, ni en italique, ni en « petit »…
- Le gras n'est utilisé que pour surligner le titre de l'article dans l'introduction, une seule fois.
- L'italique est rarement utilisé : mots en langue étrangère, titres d'œuvres, noms de bateaux, etc.
- Les citations ne sont pas en italique mais en corps de texte normal. Elles sont entourées par des guillemets français : « et ».
- Les listes à puces sont à éviter, des paragraphes rédigés étant largement préférés. Les tableaux sont à réserver à la présentation de données structurées (résultats, etc.).
- Les appels de note de bas de page (petits chiffres en exposant, introduits par l'outil «  Source ») sont à placer entre la fin de phrase et le point final[comme ça].
- Les liens internes (vers d'autres articles de Wikipédia) sont à choisir avec parcimonie. Créez des liens vers des articles approfondissant le sujet. Les termes génériques sans rapport avec le sujet sont à éviter, ainsi que les répétitions de liens vers un même terme.
- Les liens externes sont à placer uniquement dans une section « Liens externes », à la fin de l'article. Ces liens sont à choisir avec parcimonie suivant les règles définies. Si un lien sert de source à l'article, son insertion dans le texte est à faire par les notes de bas de page.
- La présentation des références doit suivre les conventions bibliographiques. Il est recommandé d'utiliser les modèles {{Ouvrage}}, {{Chapitre}}, {{Article}}, {{Lien web}} et/ou {{Bibliographie}}. Le mode d'édition visuel peut mettre en forme automatiquement les références.
- Insérer une infobox (cadre d'informations à droite) n'est pas obligatoire pour parachever la mise en page.

Pour une aide détaillée, merci de consulter Aide:Wikification.
Si vous pensez que ces points ont été résolus, vous pouvez retirer ce bandeau et améliorer la mise en forme d'un autre article.
Romantic Warrior est le cinquième album studio du groupe jazz fusion américain Return to Forever, sorti en 1976 par Columbia Records. Après avoir sorti leur précédent album, No Mystery (1975), leur quatrième pour Polydor Records, le groupe a déménagé en Colombie et s'est retiré au Caribou Ranch près de Nederland au  Colorado pour y enregistrer leur prochain album. C'était aussi leur premier à être crédité uniquement de Return to Forever, supprimant l'étiquette "avec Chick Corea". L'album est plus avant-gardiste et moins funky que No Mystery, et reste l'album le plus vendu du groupe avec plus de 500,000 exemplaires vendus aux États-Unis.

## Musique
L'album comprend six pièces instrumentales, chacune étant distincte des autres. Chick Corea a contribué aux compositions les plus longues (à l'exception de la première de 5 minutes 14) tandis que les autres membres ont composés chacun un morceau. L'ouverture, "Medieval Overture" de Corea, avec ses motifs mélodiques distinctifs, donne le ton pour le reste de l'album. "Sorceress" de Lenny White commence par un riff funky et se distingue par les synthétiseurs de Corea, avec au milieu de la pièce un solo de piano acoustique de Corea, malheureusement trop court. La pièce-titre, "The Romantic Warrior", est entièrement acoustique et comporte une longue intro suivie d'un court thème composé d'un riff. Chaque membre du groupe, à l'exception de White, joue un long solo. Une longue outro suit, au cours de laquelle des motifs à l'unisson rapides sont entendus.
Sur la face deux, le morceau d'Al Di Meola, "Majestic Dance", s'appuie sur des riffs rock et un son de guitare solo déformé et présente des figures de synthé rapides. "The Magician" de Clarke est une composition complexe, avec des mélodies ludiques et des lignes à l'unisson rapides. Le dernier morceau de l'album est "Duel of the Jester and the Tyrant" de Corea, la pièce la plus longue de l'album avec une mélodie plus conventionnelle comme thème principal, mais suit le style des morceaux précédents. Le solo de synthé intense mettant en vedette Corea est remarquable.
Après cet album, Corea a décidé que le temps du groupe était terminé et il a continué avec une nouvelle formation avec seulement Stanley Clarke et de nouveaux membres dont sa femme Gayle Moran Corea, avec aussi le retour de Joe Farrell au saxo et à la flûte et a produit l'album Musicmagic sans guitare mais avec une section de cuivres. Chick a dédié l'album au fondateur de l'Église de Scientologie, L. Ron Hubbard.

## Réception critique
Dans une revue rétrospective pour AllMusic, William Ruhlmann a fait l'éloge de Romantic Warrior comme "le son d'un groupe mature au sommet de son art, ce qui peut aider à expliquer pourquoi c'était l'album le plus populaire de Return to Forever, finalement certifié disque d'or, et le dernier par cet assemblage."
Le célèbre critique méprisant le rock-fusion, Robert Christgau, était moins enthousiaste à propos du disque. Dans Christgau's Record Guide: Rock Albums of the Seventies (1981), il l'a appelé "la réponse du jazz-rock à Emerson, Lake & Palmer - le pire des deux mondes"; et les compositions « pompeuses », faux classiques de Corea ; tout en se moquant de certains membres du jeu de son groupe comme étant exposés "dans toute leur vacuité éblouissante".

## Contenu de l'album
- 1.	"Medieval Overture" -	Chick Corea	5:14
- 2.	"Sorceress" -	Lenny White	7:34
- 3.	"The Romantic Warrior" -	Corea	10:52
- 4.	"Majestic Dance" - Al Di Meola	5:01
- 5.	"The Magician" - Stanley Clarke	5:29
- 6.	"Duel of the Jester and the Tyrant (Parts I and II)" - Corea 11:26

## Personnel
- Chick Corea – piano acoustique, Piano électrique Fender Rhodes, Hohner Clavinet, Orgue Yamaha, synthétiseurs (ARP Odyssey, Micromoog, Minimoog, Synthétiseur modulaire, Polymoog), marimba, percussion
- Al Di Meola – guitare électrique, guitare acoustique, guitare soprano, sifflet
- Stanley Clarke – Basse électrique Alembic, basse piccolo, basse acoustique, cloches
- Lenny White – batterie, congas, timbales, caisse claire, cymbales suspendues, réveil, cloches

## Personnel technique
- Return to Forever – production
- Dennis MacKay – ingénieur du son, remixage
- Tom Likes - assistant ingénieur
- Wilson McLean – pochette
- Gérard Huerta – logo
- Remixé au Trident Studios, Londres